# Historia de un adulterio
Historia de un adulterio es una obra de teatro de Victor Ruiz Iriarte estrenada en 1969.

## Argumento
La obra retrata como un exitoso financiero sufre una crisis que le lleva a abandonar su placentera vida, llegando, incluso a replantearse cada una de las miserias que ha ido acumulando, concediéndole mayor importancia a la situación de adulterio que mantiene con la mujer de su mejor amigo y fiel colaborador en los negocios.Pero, enseguida, se verá sorprendido al darse cuenta, de que la gente de su alrededor no está por la labor de permitirlo, su mujer no desea perder su posición social, al igual que su amante e incluso el marido engañado.Finalmente, no le quedara más remedio que proseguir su vida como venía realizándola hasta ahora.

## Estreno
- Teatro Valle-Inclán, Madrid, 27 de febrero de 1969.
  - Dirección: Enrique Diosdado .
  - Escenografía: Eduardo Torre De la Fuente.
  - Intérpretes: Amelia de la Torre, Enrique Diosdado, Gloria Cámara, Joaquin Roa sustituido por Salvador Soler Marí, Alberto Bové, Alberto Crespo, Ana Isabel Diosdado.

### Televisión
- 29 de marzo de 1974, en el espacio Estudio 1, de TVE. Intérpretes: Carmen Bernardos, Luis Barbero, Mercedes Sampietro, Jesus Puente, Pedro Osinaga, Paloma Moreno, Juan Vivó.

- 6 de abril de 1989, en el espacio Primera Función). Intérpretes: Fernando Cebrián, Valeriano Andrés, Paloma Pagés, Roberto Peña, Silvia Vivó.